# Renate Breuer (Kanutin)
Renate Breuer (* 1. Dezember 1939 in Berlin) ist eine ehemalige deutsche Kanutin, die 1968 Olympiasilber gewann und 1970 Weltmeisterin wurde.

## Erfolge
Breuer gewann 1969 Silber und 1965 Bronze bei den Europameisterschaften im Einerkajak. Im Zweierkajak gewann sie 1967 Bronze zusammen mit Roswitha Esser, sowie Silber 1967 (mit Roswitha Esser, Elke Felten und Sigrid Ritter) und 1969 (mit Annemarie Zimmermann, Roswitha Esser und Elke Felten), sowie Bronze 1965 (mit Elke Felten, Irene Rozema und Roswitha Esser) allesamt im Viererkajak. Alle Strecken hatten eine Distanz über 500 m.
Sie erkämpfte sich Silber bei den Weltmeisterschaften im Viererkajak 1966 zusammen mit Sigrid Kummer, Roswitha Esser und Irene Rozema, sowie 1971 mit Roswitha Esser, Irene Pepinghege und Heiderose Wallbaum. 1970 wurde sie Weltmeisterin im Zweierkajak.
Im Einerkajak wurde sie zudem Deutsche Meisterin in den Jahren 1968, 1969, 1970, 1971 und 1972 über 500 m Distanz. 1967 erhielt sie mit Roswitha Esser im Zweierkajak ebenfalls den Titel der Deutschen Meisterin, sowie bei den Olympischen Spielen 1972 den 5. Platz.
Der Heimatverein von Breuer ist der Kanuklub Charlottenburg. Heimtrainer ist ihr Ehemann Hartmut Breuer.
Sie ist mit ihrem Erfolg auf der 500 m Strecke im Guinness book of Olympic records verzeichnet.